# ريم خوري
ريم خوري (29 يونيو 1994)-عارضة أزياء وممثلة لبنانية.

## مشوارها المهني
درست فنون السمعي والبصري في بيروت.عملت في مجال العروض والإعلانات
شاركت في مسابقة ملكة جمال لبنان على شاشة المؤسسة اللبنانية للإرسال عام 2017 وحصلت على لقب الوصيفة الثالثة، بدايتها في التمثيل كانت من خلال فيلم lovebird syndrome للمخرجة ماريان طوق، إطلاق أول فيلم قصير من إخراجها بعنوان “الخياط” في عام 2016، شاركت بعدها في مسلسلات لبنانية كالعاصي والكاتب الذي جسدت فيه دور تمارا التي يدور المسلسل حول لغز مقتلها بترشيح من المخرج رامي حنا

## أعمالها

### في التلفزيون
| سنة الإنتاج | اسم المسلسل            | الشخصية  |
| ----------- | ---------------------- | -------- |
| 2025        | آسر                    | لارا     |
| 2024        | أشغال شقة              | آيلا     |
| 2024        | لعبة البنات            | سالي     |
| 2023        | الحجرة                 | تالين    |
| 2023        | الثمن                  | ليل      |
| 2021        | باب الجحيم             |          |
| 2020        | دفعة بيروت             | كارولين  |
| 2020        | العودة                 | نغم حجار |
| 2019        | متل الحلم              | نورا     |
| 2019        | الكاتب                 | تمارا    |
| 2019        | العاصي-البيت الأبيض ج3 | سوزي     |
| 2018        | العاصي-البيت الأبيض ج2 | سوزي     |
| 2018        | العاصي                 | سوزي     |

### في السينما
| سنة الإنتاج | الفيلم            | الشخصية |
| ----------- | ----------------- | ------- |
| 2016        | Lovebird syndrome |         |
| 2016        | colored leyes     |         |